# Vragenderveen

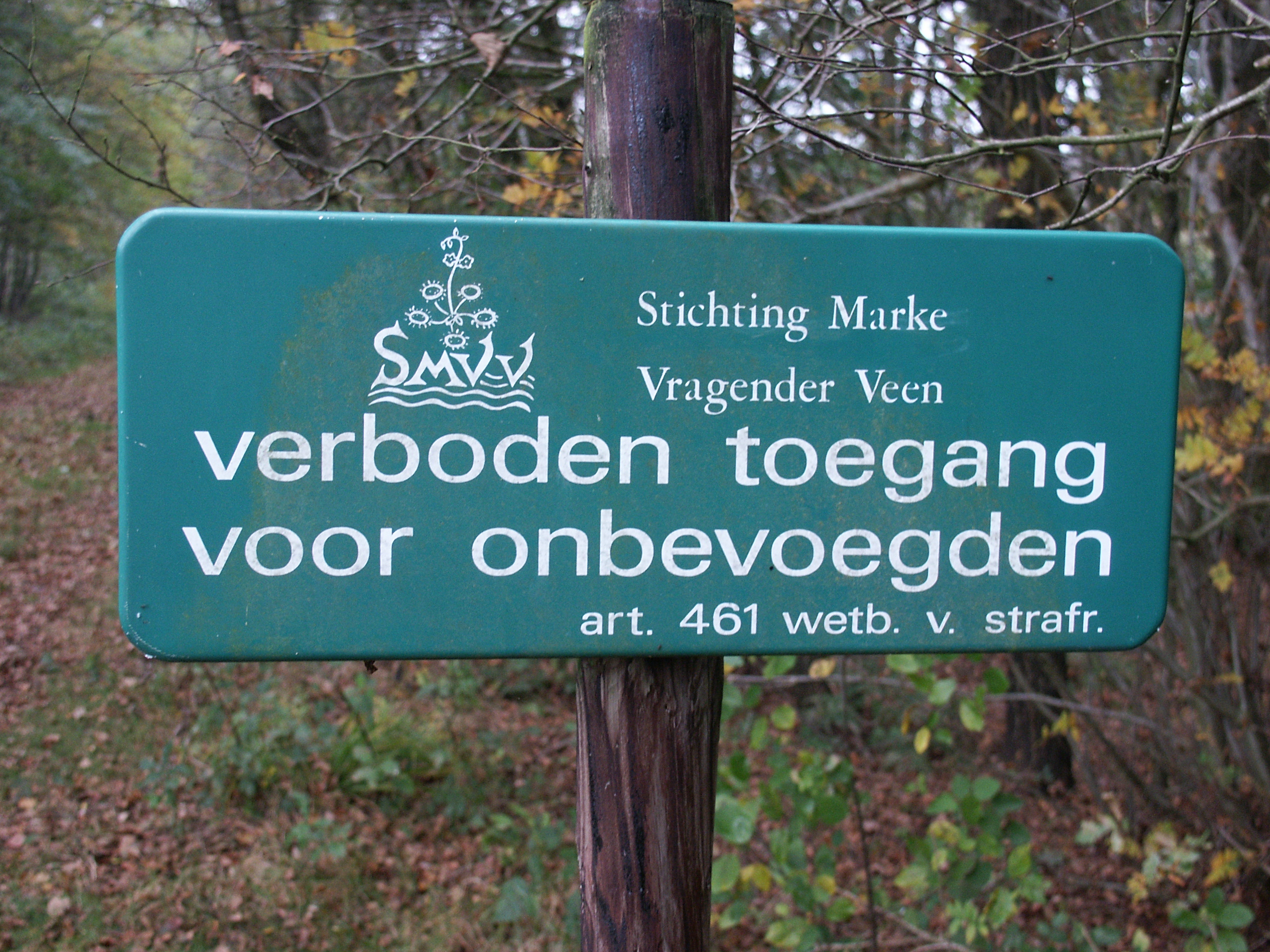
Het Vragenderveen is zeer kwetsbare natuur met gevaarlijk moeras en daarom niet vrij toegankelijk

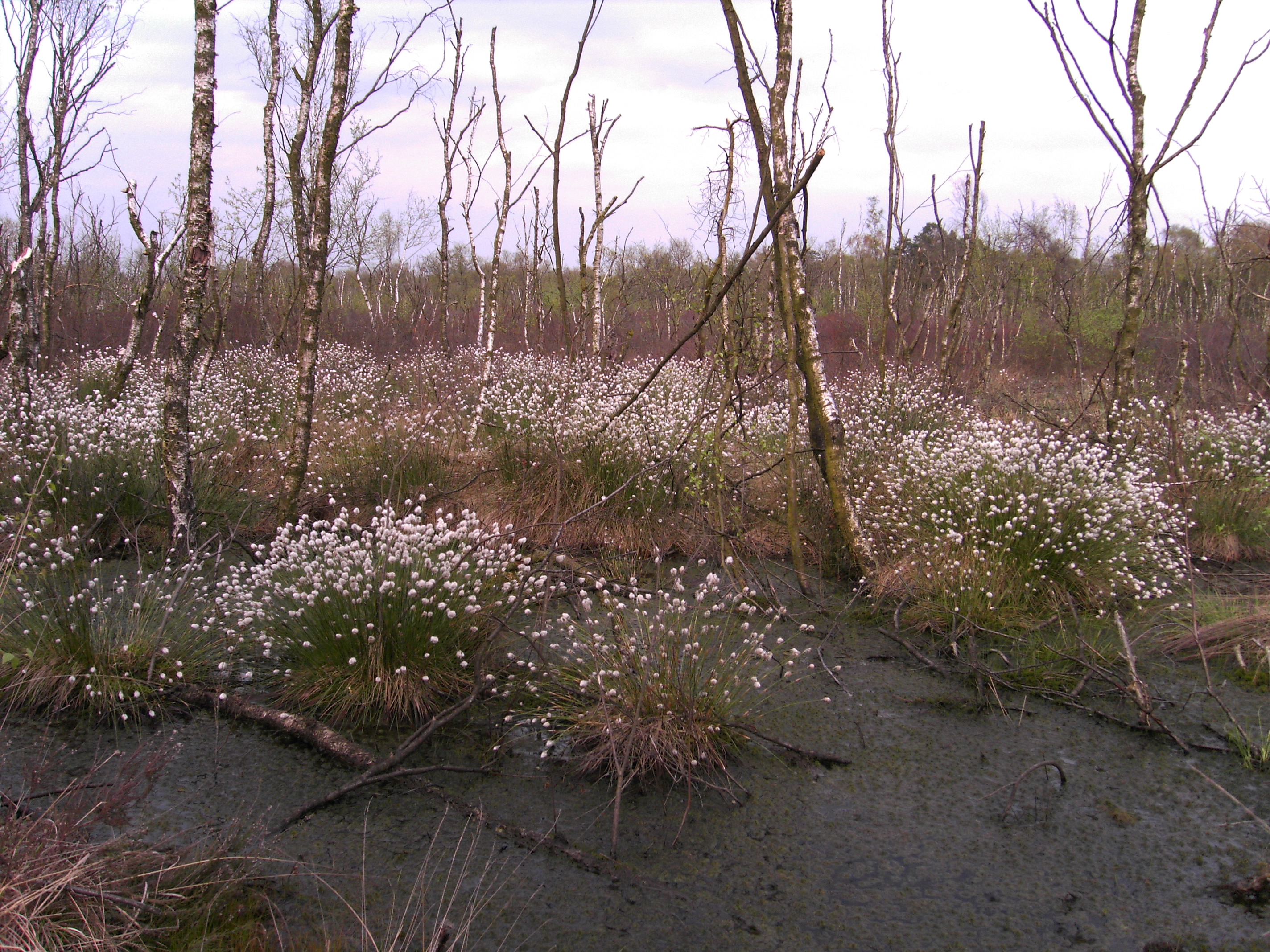
Eenarig wollegras in het Vragenderveen

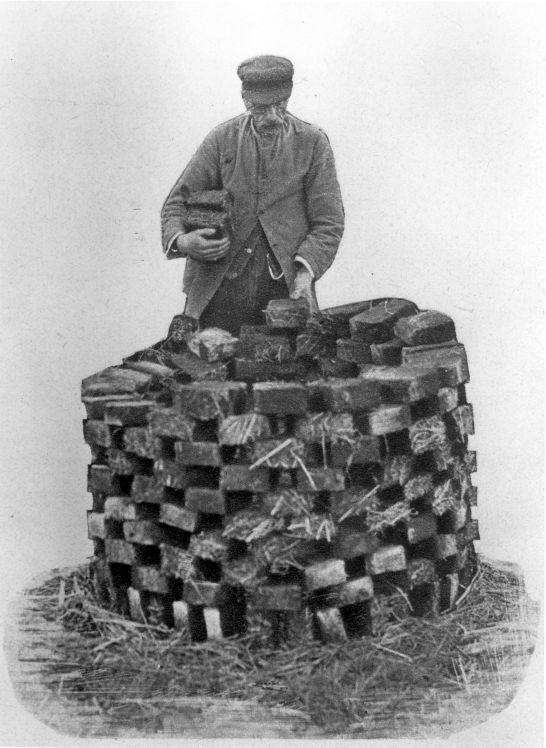
Ringelen

Het Vragenderveen (of Vragender Veen) is een beschermd veengebied nabij Vragender in de Gelderse gemeente Oost Gelre in de Achterhoek dat nauw aansluit bij het Korenburgerveen van Vereniging Natuurmonumenten. Het gebied heeft een omvang van circa 85 hectare en is eigendom van de Stichting Marke Vragender Veen. Het maakt deel uit van het Natura 2000-gebied 'Korenburgerveen'. Het is tevens (naast negentien andere gebieden) onderdeel van het in 2005 door de Nederlandse overheid uitgeroepen Nationaal Landschap Winterswijk, een gebied van totaal bijna 22.000 hectare groot.

## Ontstaan
Het Korenburgerveen, en het ermee verbonden Meddosche Veen, Corlese Veen en Vragenderveen, vormen een hoogveencomplex dat aangeduid wordt als "komveen". Zo'n 150.000 jaar geleden, in het Saalien - de voorlaatste ijstijd, is met het terugtrekken van het landijs, in het gebied ten noordwesten van het tegenwoordige Winterswijk, een kom ontstaan. In die kom is het water blijven staan en kon zich hoogveen ontwikkelen. Sphagnum is een eenpolige plant die alleen aan de bovenkant groeit en aan de onderkant afsterft. Het afgestorven materiaal hoopt zich op en vormt op den duur hoogveen. De opbouw van veen is een traag proces, het afgestorven materiaal hoopt zich op en vormt zo een laag veen die per jaar zo'n 2 tot 3 millimeter aangroeit. Het is een oligotroof gebied. Al in de Romeinse tijd was bekend dat veen in gedroogde vorm een goede brandstof was. In de middeleeuwen begon elke boer die daartoe het recht had een stuk veen af te venen, vooral voor eigen gebruik. Later zou het gebied tot onder de grondwaterspiegel worden uitgeveend waardoor grote putten ontstonden die vol water liepen. Sinds de tweede helft van de 20e eeuw is het Vragenderveen een beschermd natuurgebied.

## Modden en Ringelen
Turf steken was vroeger het belangrijkste werk in het gebied. Vooraf werd een stuk veen vlak gemaakt om daar later de turf op te kunnen drogen. Het steken gebeurde in putten van 4 bij 4 meter waarbij de bovenste laag werd verwijderd omdat daar onverteerd materiaal in zat. De laag daaronder werd gestoken in plaggen van 20 bij 20 centimeter die dan op de kade werden gelegd, eerst vlak, zodat ze konden aandrogen, daarna werden ze gestapeld.
Hoe dieper men kwam hoe natter het veen werd. Dit veen, dat men "de modde" noemde, werd gedolven met de "aleschep" en verspreid tot een laag van 7 à 8 centimeter dikte. Na enige tijd werden er "strepen" op getrokken, na verdere droging braken de turven op die plaatsen. Dit was het "modden". Vervolgens ging men "ringelen"; stapelen in een ronde vorm van ongeveer een meter hoog die wel wat van een bijenkorf weg had. De ontstane luchtgaten zorgden voor snellere droging.

## Damwanden
In het jaar 2000 zijn damwanden in het veen geplaatst die ten doel hebben het voedselarme water in het gebied vast te houden. Door deze damwanden is het waterpeil gestegen met ruim 80 cm hetgeen ook ten goede komt aan de veenvorming. Het materiaal dat is gebruikt voor de damwanden is thermisch gemodificeerd hout. Het moet ten minste 50 jaar mee gaan. Men verwacht dat tegen die tijd de waterstand zo hoog is dat het veenmos eroverheen groeit en de functie van de damwand overneemt. In 2015 waren herstelwerkzaamheden nodig, door versnelde waterstijging in 2014 dreigde in het zuidelijk deel de damwand door te breken. Bij de versterkingsmaatregelen werd klei gebruikt. In 2024/2025 zijn de damwanden vernieuwd, de buitenste bestaan nu uit lekvrije kunststof.

## Bufferzone
Rond het Vragenderveen is een bufferzone ingesteld. Omliggende gronden zijn daartoe aangekocht en in beheer genomen door de Marke. Inrichting en het beheer ervan worden afgestemd op het hoogveenherstel in het moerasgebied. De zone is onder meer noodzakelijk om het grote verschil in waterstand en waterkwaliteit tussen natuurgebied en landbouwgrond te overbruggen. Deze gronden bieden ook een toegevoegde cultuurhistorische en natuurwaarden doordat bij het beheer wordt uitgegaan van het landschapsbeeld van rond 1930. De bufferzone is toegankelijk via enkele gemarkeerde wandelroutes. Sedert 2014 gaat de route ook langs de Natuur Observatie Post.

## Stichting Marke Vragender Veen
De aanwonenden van het gebied hadden er begin jaren 1950 bezwaar tegen dat het in handen zou komen van Natuurmonumenten. Dat was reeds eigenaar van het aangrenzende Korenburgerveen waarmee het landschappelijk een geheel vormt. De boeren hadden het gebied toen nog nodig voor de heide, hout en turf. De Stichting Marke Vragender Veen is op 22 mei 1956 opgericht en daarmee de oudste agrarische natuurbeschermingsorganisatie van Nederland. Ze verzorgt sinds dat jaar beheer en onderhoud van het Vragenderveen. Daarnaast onderhoudt de stichting het Grote Goor, een gebied van Natuurmonumenten bij de Slingeplas.

## Natuurobservatiepost
In 2014 is in het Vragenderveen een natuurobservatiepost gerealiseerd. Op 10 oktober werd de post officieel geopend door Annette Bronsvoort, burgemeester van Oost Gelre en Hennie ter Bogt, oud-secretaris van Stichting Marke Vragender Veen. Hij is 15 meter hoog en biedt een uitzicht over het hele gebied.

## Afbeeldingen

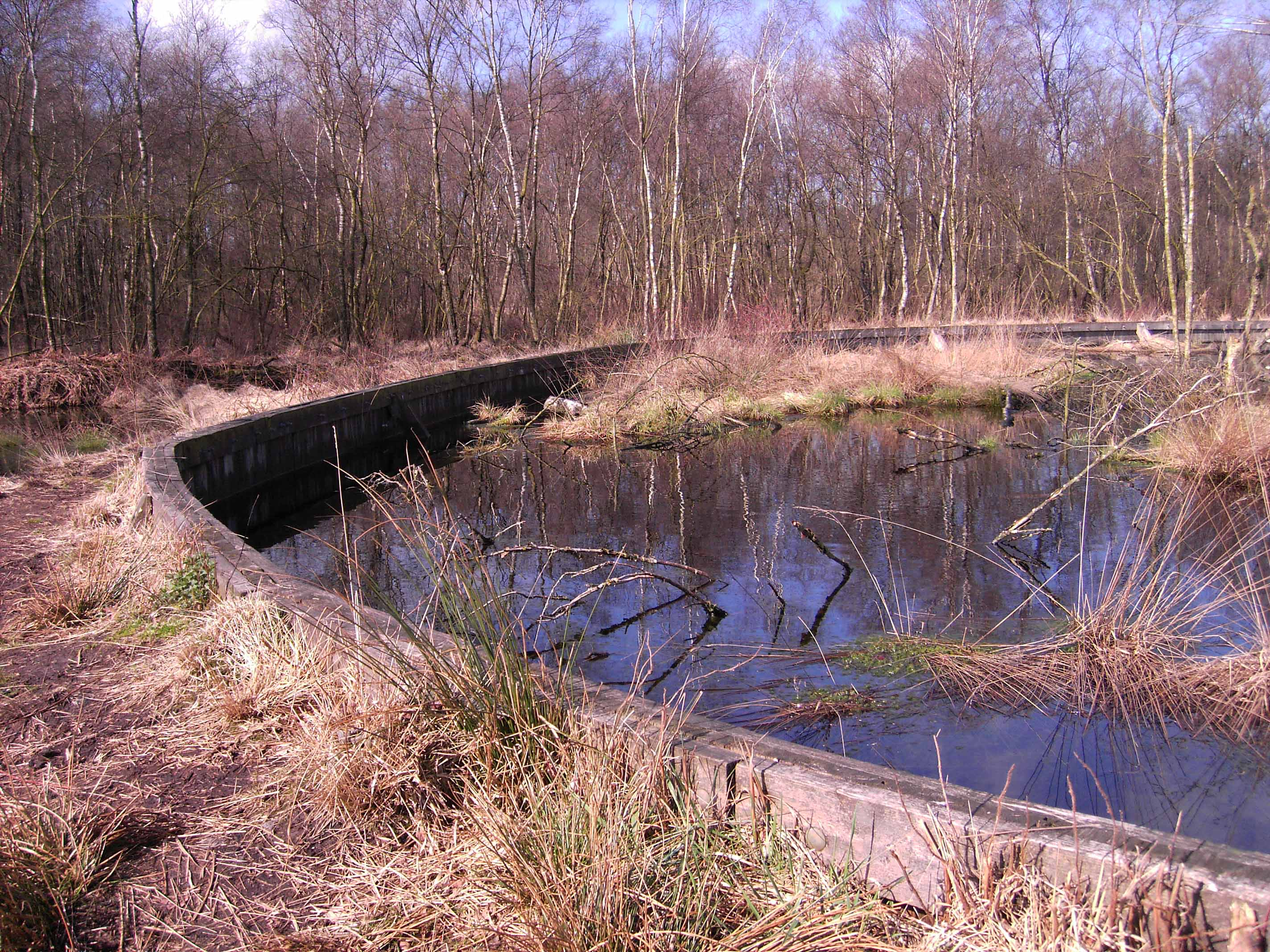
Damwand om water in het gebied te houden
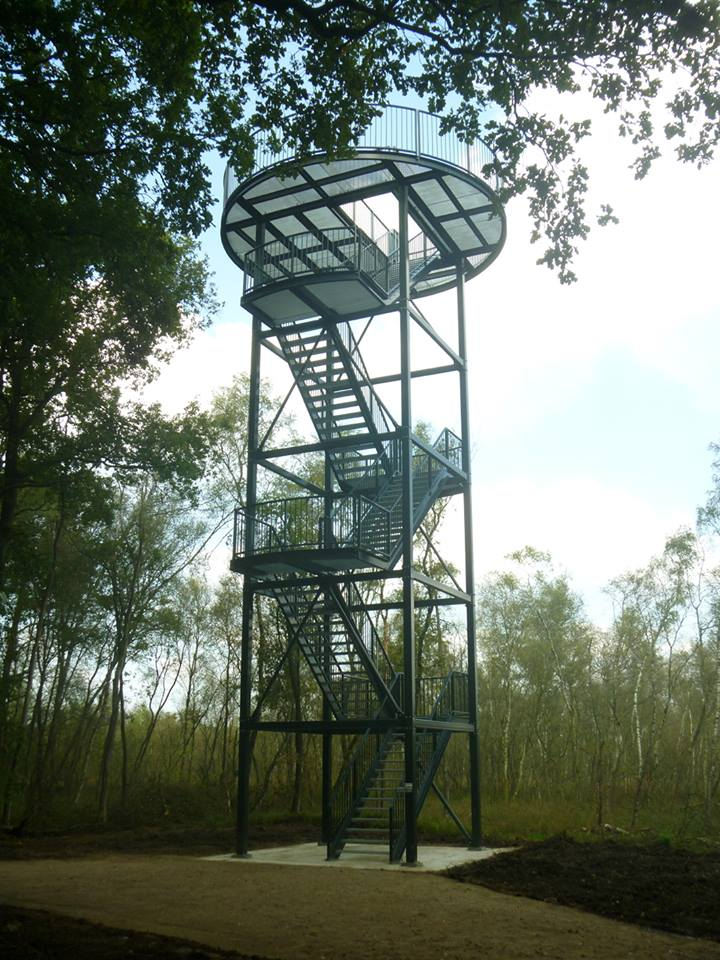
Natuurobservatiepost 15 meter hoog
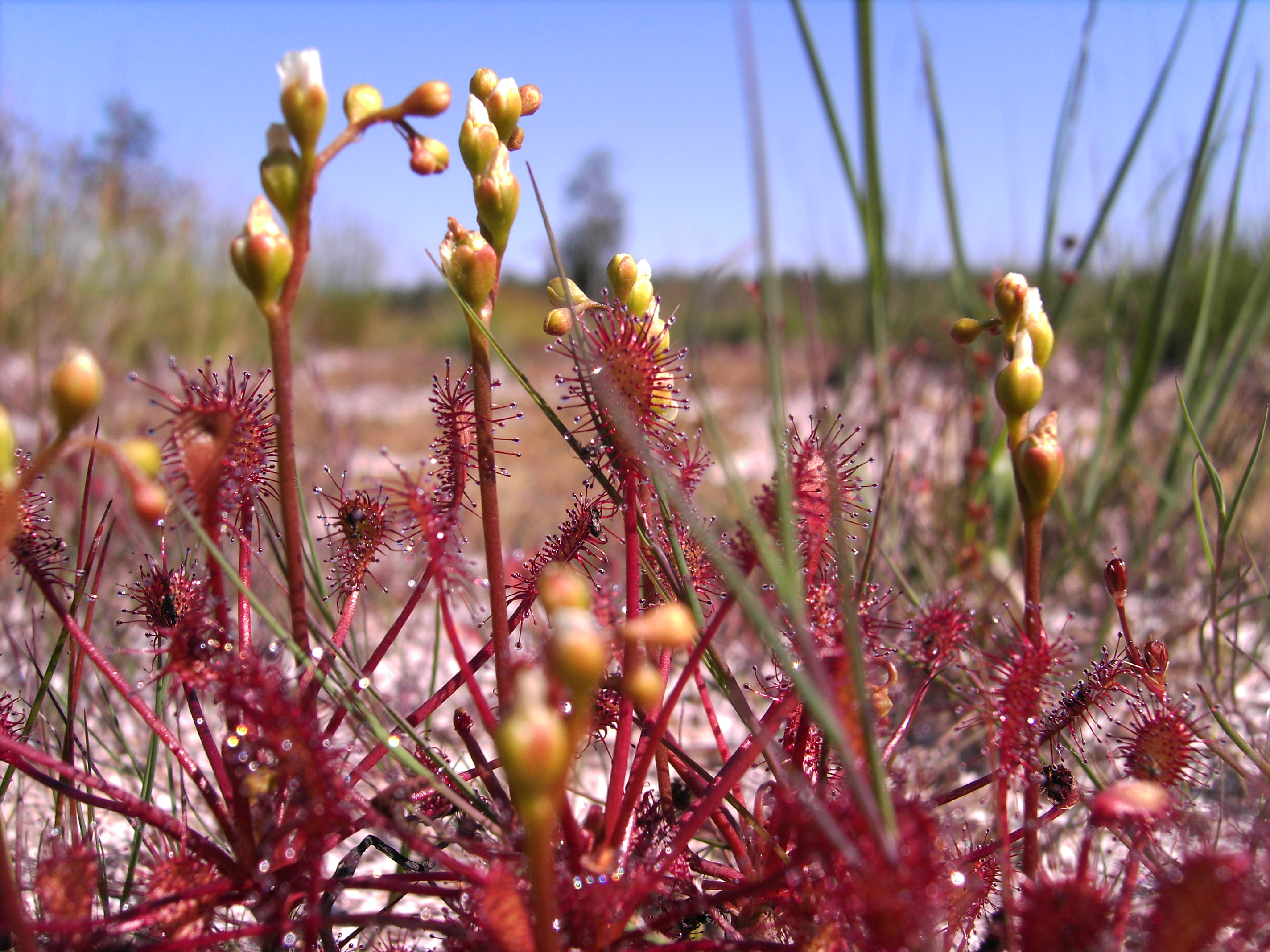
Zonnedauw, een in het gebied voorkomende moerasplant